# Jaws of Death
Jaws of Death – drugi album niemieckiej heavymetalowej grupy Primal Fear, wydany w czerwcu 1999. roku, nakładem wytwórni Nuclear Blast. Wyprodukowany przez Mata Sinnera, zmiksowany w Morrissound Studios w USA i w House of Music Studios w Niemczech. Zawiera kower klasycznego utworu Rainbow - "Kill the King". Wydanie japońskie posiada dodatkowy utwór: "Horrorscope".

## Lista utworów
1. "Jaws of Death" - 0:22
2. "Final Embrace" - 6:23
3. "Save a Prayer" - 3:35
4. "Church of Blood" - 5:13
5. "Into the Future" - 4:05
6. "Under your Spell" - 5:35
7. "Play to Kill" - 4:01
8. "Nation in Fear" - 5:24
9. "When the Night Comes" - 5:15
10. "Fight to survive" - 5:59
11. "Hatred in my Soul" - 4:55
12. "Kill the King" - 5:43

## Twórcy
- Ralf Scheepers - śpiew
- Tom Naumann - gitara
- Stefan Leibing - gitara
- Mat Sinner - gitara basowa
- Klaus Sperling - perkusja
- produkcja: Mat Sinner
- miksy: Hollywood Blasers[6]
- inżynieria: Achim Köhler[6]
- okładka: Stefan Lohrmann[6]